# Elastaan

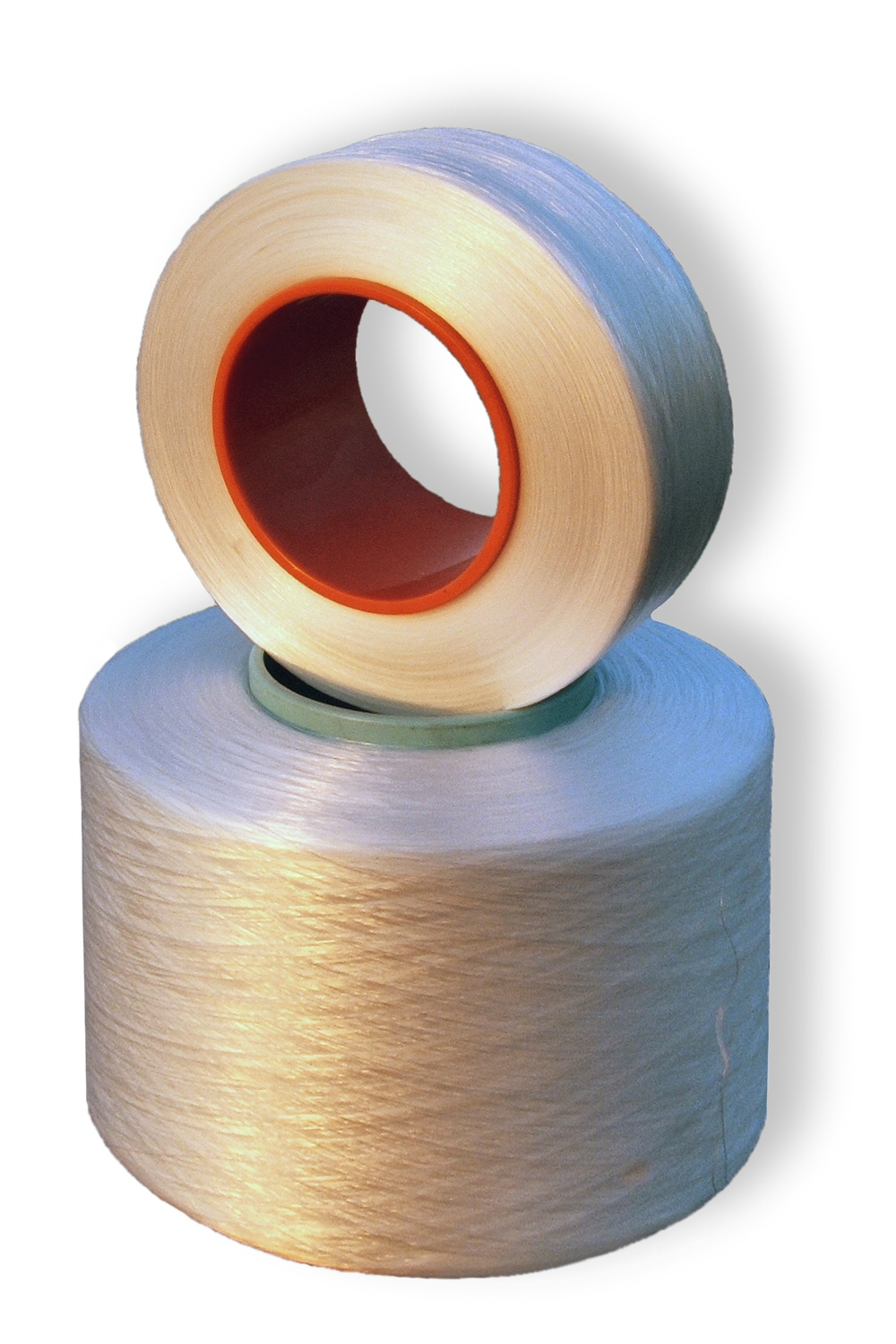
Elastaangaren

Elastaan (ook de Duitse schrijfwijze Elastan en de Engelse term spandex zijn gangbaar) is een kunstvezel die zich van andere kunstvezels onderscheidt door zijn grote elastische rekbaarheid. Het materiaal werd in 1959 uitgevonden door Joseph Shivers, een chemicus van het bedrijf DuPont.
Het kenmerk van elastaan is dat het tot 6 keer de oorspronkelijke lengte uitgerekt kan worden en dan bij wegnemen van de spanning tot de oorspronkelijk lengte terugkeert. Met andere woorden, elastaan heeft een elastische rek van 600%.
Elastaan is een elastomeer die als vervanger van rubber wordt gebruikt en wordt daarom ook wel synthetisch rubber genoemd. De voornaamste merknamen zijn Dorlastan (Bayer) en Lycra (Du Pont).
Elastaan wordt gebruikt in steunende en corrigerende artikelen zoals steunkousen, enkelbanden e.d., in badpakken en als bijmenging in kleding, zoals in boorden van kleding en in spijkerbroeken en T-shirts, zodat deze soepeler en elastischer worden.
Enkele verschillen met rubber zijn:
- de weerstand tegen verlenging is twee tot drie keer zo groot
- de dichtheid is 60% van die van rubber
- bestand tegen olie
- bestand tegen zonlicht
- bestand tegen zout water
- thermoplastisch
- grotere milieubelasting doordat microplastics bij gebruik vrijkomen in de lucht en op het land en bij het wassen in het afvalwater en ook als het materiaal bij het restafval terechtkomt.